# Diego Aguirre (football)
Pour les articles homonymes, voir Diego Aguirre et Aguirre.
Diego Vicente Aguirre, né le 13 septembre 1965 à Montevideo (Uruguay), est un footballeur uruguayen, reconverti comme entraîneur. 
Alors qu'il porte le maillot du Peñarol, cet attaquant inscrit le but décisif en finale de la Copa Libertadores 1987. Devenu entraîneur, il mène à deux reprises le club aurinegro au titre de champion d'Uruguay (en 2003 et 2009-2010). En décembre 2010, il y fait son retour.

## Palmarès
Joueur
- Championnat d'Uruguay (1986)
- Copa Libertadores (1987)

Entraîneur
- Championnat d'Uruguay (2003, 2009-2010)
- Coupe du Qatar 2013